# Aeroportul Pavlodar
Aeroportul Pavlodar (IATA: PWQ, ICAO: UASP) este un aeroport din Provincia Pavlodar, Kazahstan ce deservește zona Pavlodar. Aeroportul a fost tranzitat în 2018 de 180.204 pasageri. A fost numit după zona deservită.
Situat la o altitudine de 125 m, aeroportul dispune de 1 pistă.

## Infrastructură

### Piste
Aeroportul dispune de o singură pistă. Pista 03/21 are suprafața de beton. 